# 藏滇羊茅
藏滇羊茅（学名：Festuca vierhapperi）为禾本科羊茅属下的一个种。

## 扩展阅读
維基物種上的相關：藏滇羊茅